# Projekt Prinsesse
Projekt Prinsesse (original titel: Princess Protection Program) er en Disney Channel Original Movie og vinder af Teen Choice Awards 2009 for Choice Summer TV Show,og som havde premiere den 26. juni 2009. Filmen er instrueret af Allison Liddi-Brown, optaget i Puerto Rico skrevet af Annie DeYoung og har Selena Gomez og Demi Lovato i hovedrollerne. Projekt Prinsesse blev set af 8,5 millioner i biografen i USA, hvilket er det fjerdehøjeste antal for en premiere på en Disney Channel Original Movie. 

## Plot
Prinsesse Rosalinda Maria Montoya Fiore (Demi Lovato) er ved at blive kronet som dronning af den lille nation Costa Luna. General Kane (Johnny Ray Rodriguez), diktatoren i nabolandet Costa Estrella, invaderer hendes palads med hans agenter under hendes kroningsgeneralprøve, og forsøger at indfange den kongelige familie og overtage landet. Joe Mason (Tom Verica), en agent for Prinsesse Beskyttelses Program, en hemmelig organisation, der finansieres af kongelige familier, der ser efter truede prinsesser, får hende væk i sikkerhed via helikopter. Det lykkedes Kanes agenter, at fange hendes mor, dronning Sophia.
Prinsesse Beskyttelses Program skjuler Rosalinda i Masons hjem i Louisiana , hvor hun lader som om hun er en typisk amerikansk teenager ved navn Rosie Gonzalez. Hun møder Masons datter, Carter Mason (Selena Gomez), en usikker drengepige, der arbejder i familiens maddingebutik og drømmer for at gå til hjemkomstdansen med sit crush, Donny (Robert Adamson). Selvom Carter indledningsvis behandler Rosie med fjendtlighed, bløder hun op da Rosie forklarer sin situation, og de to bliver bedste venner. Carter underviser Rosalinda at i at blive som en typisk amerikansk teenager, og Rosie viser Carter hvordan at afvæbne dem, der foragter dem (især de bosiddende lede piger Chelsea og Brooke), ved at opføre sig som en sand prinsesse. Rosie bliver hurtigt populær på deres high school .
I et forsøg på at narre Rosalinda, ligger General Kane falske planer om at gifte sig med Rosalindas mor. Brooke opdager, at Rosie i virkeligheden er prinsesse Rosalinda fra et blad hun læser for sin spansk klasse. Brooke og Chelsea konfrontere Rosalinda og truer med at afsløre hende, og de er enige om at tie stille, hvis Rosalinda trækker sig ud af afstemningen som hjemkomstdronning. Brooke og Chelsea ødelægger også  deres kjoler til dans. Rosalinda læser de verserende rygter i Brookes magasin og fortæller Carter, at hun har besluttet at vende hjem. Kendskabet om at Costa Luna stadig er for farligt, udtænker Carter en hemmeligt plan for at optræde som Rosalinda og derefter bruge sig selv som lokkemad til at lokke Kane i en fælde. Carter kalder Mr. Elegante, Rosalinda kongelige kjoledesigner, for at få hjælp med sin plan. Han fortæller Kane at Rosalinda vil deltage i hjemkomstdansen og vil være iført en blå kjole, som han faktisk sender til Carter.
Ifølge planen, tager Kane og hans agenter fejlagtigt Carter for Rosie og fører hende til Kane helikopter under dansen. Men efter at have 
vundet titelen som ballets dronning og dedikere den til Carter, opdager Rosalinda planen og giver sig selv til Kane, insisterer på, at det ikke er Carters kamp. Heldigvis venter der agenter fra Prinsesse Beskyttelse Programmet, herunder Mr. Mason, inde i en helikopter og redde begge piger. PBP agenter pågriber hurtigt Kane og hans håndlangere og giver dem til de internationale myndigheder.
Rosie bliver kronet som dronning af Costa Luna hvor Carter, Mason, Ed, Rosalindas mor, og Mr. Elegante er fremmødt.

## Cast
| Skuespiller          | Rolle                                                  | Rollebeskrivelse |
| -------------------- | ------------------------------------------------------ | --- |
| Demi Lovato          | Prinsesse Rosalinda Marie Montoya Fiore/Rosie González | En ung prinsesse, der er arving til Costa Lunas trone. Da hun ankommer til Louisiana , har hun problemer med falde til i med mængden. I slutningen af filmen, bliver hun kronet som dronning. |
| Selena Gomez         | Carter Mason                                           | En hårdtarbejdende drengepige og datter af major Joe Mason. Hun har en crush på Donny. Hun underviser Rosie i hvordan man kan være en normal pige fra Louisiana.                              |
| Tom Verica           | Major Joe Mason                                        | Han arbejder for Prinsesse Beskyttelses Program. Han er Carters far. |
| Sully Diaz           | Dronning Sophia Fiore                                  | Hun er mor til Rosalinda og dronningen af Costa Luna. |
| Johnny Ray Rodríguez | General Magnus Kane.                                   | General og konge fra Costa Estella. Han er besat af at få kontrol over Costa Luna. Han går endda så langt som at forsøge at kidnappe Rosalinda.                                               |
| Jamie Chung          | Chelsea Barnes                                         | Hun er besat af at blive ballets dronning og går endda så langt som at true med at afsløre Rosie, at sende sms'er til folk om ikke stemme på Rosie, ydmyge hende, og mere forfærdelige ting.  |
| Nicholas Braun       | Edwin alias Ed                                         | Er Carters ven. Han er lun på Carter. |
| Robert Adamson       | Donny                                                  | Carters crush siden tredje klasse. Han har et lille crush på Rosie, men kun for hendes skønhed.                                                                                               |
| Samantha Droke       | Brooke Angels                                          | Hun er Chelseas bedste ven og langsom-opfattende. Hun opdager Rosies hemmelighed og fortæller Chelsea om det. Til hendes ærgrelse, er hun ikke en prinsessekandidaterne til ballet.           |
| Kevin G. Schmidt     | Bull                                                   | Han er ven af Donny, Chelsea og Brooke. Engang hjalp han Chelsea og Brooke med at ydmyge Rosie.                                                                                               |
| Talia Rothenberg     | Margaret                                               | Hun er en af pigerne på Carters skole. |
| Molly Hagan          | direktør                                               | |
| Dale Dickey          | Helen Digenerstet                                      | |
| Ricardo Alvarez      | Mr. Elegante                                           | Costa Lunas kongelige designer, der hjælper med anholdelsen af General Kane. |
| Brian Tester         | Principal Burkle.                                      | Han er skolens rektor. |
| Madison De La Garza  | Pige                                                   | |